# Аманда (фільм, 1996)
«Аманда» (англ. Amanda) — американський фільм 1996 року.

## Сюжет
Біддл Фарнсворт живе в американській глибинці — барвистому царстві природи. Казкове оточення втягує героя фільму в незвичайні події, переносячи його з дійсності в давні часи лицарів. Разом з ним подорожує в часі кінь на ім'я Аманда.

## У ролях
- Кіран Калкін — Біддл Фарнсворт
- Денніс Гейсберт — Сім / Сер Джордан
- Еліс Крайдж — Одрі Професор
- Кріс Малкі — Калеб Фарнсворт
- Ерік фон Деттен — Келсі Фарнсворт
- Лаура Морган — Дженні Вінгер
- Трейсі Волтер — Батько Реклінгер
- Бредлі Пірс — середньовічний хлопчик
- Карен Ландрі — місіс Шульц
- Роб Нільссон — Джим Сандерс
- Аманда Сонху — дитина